# Wasilij Kucewoł
Wasilij Stiepanowicz Kucewoł (ros. Васи́лий Степа́нович Куцево́л, ur. 1920 w guberni kijowskiej, zm. w marcu 2001) – radziecki i ukraiński polityk, członek KC KPZR (1971–1976).

## Życiorys
W latach 1941–1942 w Armii Czerwonej, w 1942 ukończył Mikołajowski Instytut Budowy Okrętów, 1942–1944 szef biura doskonalenia technicznego zakładu okrętownictwa w Jarosławiu, a 1944 w Kijowie. W latach 1944–1945 I sekretarz rejonowego komitetu Komsomołu w Kijowie, 1945–1952 główny mechanik międzyobwodowego trustu spirytusowego we Lwowie, szef warsztatu zakładu mechanicznego i główny inżynier fabryki „Wodomir” we Lwowie. Od 1947 w WKP(b), w latach 1952–1961 instruktor, zastępca kierownika wydziału przemysłowo-transportowego i kierownik wydziału przemysłowego Komitetu Obwodowego KP(b)U/KPU we Lwowie, w 1961 zastępca przewodniczącego Sownarchozu Lwowskiego Ekonomicznego Rejonu Administracyjnego, 1961–1962 kierownik wydziału przemysłu lekkiego i spożywczego KC KPU, 1962 I sekretarz Komitetu Miejskiego KPU we Lwowie. Od grudnia 1962 do 28 listopada 1973 I sekretarz Lwowskiego Komitetu Obwodowego (od stycznia 1963 do grudnia 1964: Lwowskiego Przemysłowego Komitetu Obwodowego) KPU, od 15 marca 1966 do 6 lutego 1986 członek KC KPU, od 8 kwietnia 1966 do 30 marca 1971 zastępca członka, a od 9 kwietnia 1971 do 24 lutego 1976 członek KC KPZR. Od listopada 1973 do 1986 przewodniczący Komitetu Kontroli Ludowej Ukraińskiej SRR, następnie na emeryturze. Deputowany do Rady Najwyższej ZSRR 7 kadencji.